# Васо Папандреу
Васо Папандреу (грч. Βάσω Παπανδρέου, Валимитика, 9. децембар 1944 —Халандри,  17. октобар 2024) била је грчка политичарка и економиста.

## Биографија
Рођена је  9. децембар 1944. у Валимитики. За време диктатуре пуковника је била у егзилу, а у Грчку се вратила 1974. године. Била је члан оснивач Панхеленског социјалистичког покрета. Године 1981. је добила докторат из економије на Универзитету Рединг. Била је члан Централног комитета Панхеленског социјалистичког покрета до 1988, заменица министра индустрије, енергетике и технологије 1986—1987. и заменица министра трговине 1988. године. Године 1989. је именована за европског комесара Грчке заузевши место комесара за запошљавање, индустријске односе и социјална питања у другој Делорсовој комисији. Након свог мандата се вратила у грчку унутрашњу политику и изабрана је у Хеленски парламент на изборима 1993, 1996. и 2000. године. Радила је у трећем кабинету премијера Костаса Симитиса као министарка унутрашњих послова 2000—2001, а затим као министарка за животну средину, просторно уређење и јавне радове 2001—2004. Није у сродству са Андреасом Папандреуом.